# Fianna Fáil
Fianna Fáil – An Páirtí Poblachtánach (en: Fianna Fáil – The Republican Party) är ett irländskt parti, grundat 23 mars 1926, som har haft en dominerande position i irländsk politik sedan självständigheten från Storbritannien. Av landets åtta presidenter har bara två varit oberoende av Fianna Fáil.
Fram till den 16 april 2009 var Fianna Fáil medlem i Alliansen för nationernas Europa (AEN). Sedan dess är partiet medlem istället i Alliansen liberaler och demokrater för Europa. I Europaparlamentet tillhör de Gruppen Alliansen liberaler och demokrater för Europa (ALDE) sedan valet 2009. Innan dess tillhörde de Gruppen Unionen för nationernas Europa (UEN).

## Namnet
Namnet översätts ofta till engelska som Soldiers of Destiny, vilket skulle bli Ödets soldater med rak översättning till svenska. Ordet Fál (fáil är genitivform) är en äldre poetisk symbol för Irland, varför en mer korrekt översättning skulle bli Irlands krigare.

## Historik
Till en början hade Fianna Fáil en nationalistisk och populistisk inriktning, men har efterhand kommit att identifieras med det irländska politiska "etablissemanget", något till vänster om Fine Gael, men till höger om det irländska Labour Party. Idag kan det snarast betraktas som ett ganska konservativt center-högerparti.
Den ekonomiska kris som drabbade Irland till följd av finanskrisen 2008-2009 och skuldkrisen i Europa 2010 slog hårt mot regeringspartiet Fianna Fáil och dess partiledare tillika premiärminister Brian Cowen. Brian Cowen avgick från posten som partiledare i januari 2011 efter att flera ministrar, dels från det egna partiet och dels samtliga från koalitionspartnern Comhaontas Glas, avgått. Till efterträdare valdes Micheál Martin den 26 januari 2011. Inför valet 25 februari 2011 pekade opinionsundersökningarna på Fianna Fáil skulle förlora en stor andel av sina mandat i parlamentet. Undersökningarna visade att partiet tappat stöd bland väljarna från 41,5 procent i valet 2007 till runt 15 procent. Valresultatet bekräftade att Fianna Fáil tappat en betydande del av sina väljare, partiet fick 17,4 procent av rösterna och 20 mandat. Partiet gick därmed från att vara det största partiet i Irland till att vara det tredje största.

## Partiledare
- Éamon de Valera (1926–1959)
- Seán Lemass (1959–1966)
- Jack Lynch (1966–1979)
- Charles Haughey (1979–1992)
- Albert Reynolds (1992–1994)
- Bertie Ahern (1994–2008)
- Brian Cowen (2008–2011)
- Micheál Martin (2011–)